# Sergio VI de Nápoles
Sergio VI fue magister militum y duque de Nápoles desde 1077 hasta su muerte, en 1107. Hijo del senador napolitano Juan, sucedió como duque a su tío Sergio V, hermano mayor de su padre, mientras que su hermana Inmilgia se desposó con Landulfo, duque de Gaeta. Las circunstancias de su mandato son muy poco conocidas debido a la escasa evidencia documental.
Frente a la creciente influencia normanda fruto de sus conquistas en la Italia meridional, Sergio procuró reforzar sus relaciones con el Imperio bizantino, y en algún momento le fue otorgado el título imperial de protosebasto. Aparentemente colaboró con el príncipe normando Jordano I de Capua cuando éste rompió su alianza con el papa Gregorio VII y rindió homenaje por su principado al emperador germánico Enrique IV. El pontífice escribió entonces al príncipe Gisulfo II de Salerno pidiéndole que persuadiera a Sergio de que cesase en su apoyo a Jordano y el emperador.
Hacia 1078 Sergio se casó con Limpiasa, hija del príncipe Ricardo I de Capua y Fresenda, hija de Tancredo de Hauteville. Fue sucedido en el ducado por su hijo Juan VI, a quien había asociado como cogobernante en 1090.